# West Unity
West Unity é uma vila localizada no estado norte-americano de Ohio, no Condado de Williams.

## Demografia
Segundo o censo norte-americano de 2000, a sua população era de 1790 habitantes.
Em 2006, foi estimada uma população de 1794, um aumento de 4 (0.2%).

## Geografia
De acordo com o United States Census Bureau tem uma área de
2,7 km², dos quais 2,7 km² cobertos por terra e 0,0 km² cobertos por água. West Unity localiza-se a aproximadamente 220 m acima do nível do mar.

## Localidades na vizinhança
O diagrama seguinte representa as localidades num raio de 16 km ao redor de West Unity.